# Cry Baby (SEAMOの曲)
『Cry Baby』（クライ・ベイビー）は、SEAMOの6枚目のシングル。2007年4月18日にBMG JAPANから発売された。

## 解説
- 前作『ルパン・ザ・ファイヤー』から約9か月でのリリースで、SEAMO初のアニメ・タイアップ・シングル。
- DVD付初回生産限定盤 PV「心の声」「マタアイマショウ」（tears ver.）収録のDVD付[1]。
- アニメジャケット初回生産限定盤 ※ステッカー封入[1]。

## 収録曲
全曲　作詞：Naoki Takada　作曲：Naoki Takada & Shintaro "Growth" Izutsu
1. Cry Baby
編曲：Shintaro "Growth" Izutsu & Takahito Eguchi
映画『クレヨンしんちゃん 嵐を呼ぶ 歌うケツだけ爆弾!』主題歌。
SEAMOに改名する前のシーモネーター時代の苦労を思い出しながら制作された[3]。
2. LOVEミサイル
編曲：Shintaro "Growth" Izutsu
3. 無想転生
編曲：Shintaro "Growth" Izutsu & Takahito Eguchi
4. Cry Baby（instrumental）
5. LOVEミサイル（instrumental）
6. 無想転生（instrumental）

### アニメジャケット初回生産限定盤
1. しんとろだくしょん
SEAMOと野原しんのすけ（声：矢島晶子）のヒップホップ寸劇。
2. Cry Baby（野原MIX）
「Cry Baby」に野原一家の声を加えたもの。
3. LOVEミサイル
4. 夢想転生
5. Cry Baby（instrumental）
6. LOVEミサイル（instrumental）
7. 夢想転生（instrumental）